# 발테르 젱가
발테르 젱가(이탈리아어: Walter Zenga, 1960년 4월 28일, 이탈리아 밀라노 ~ )는 이탈리아의 은퇴한 축구 선수이자, 현재 축구 감독이다.

## 경력
- 1984년 하계 올림픽 국가대표
- 1986년 FIFA 월드컵 국가대표
- UEFA 유로 1988 국가대표
- 1990년 FIFA 월드컵 국가대표

## 수상

### 선수
인테르나치오날레
- 세리에 A : 1988-89
- 수페르코파 이탈리아나 : 1989
- UEFA컵 : 1991, 1994

개인
- 세리에 A 올해의 선수 : 1986-87
- IFFHS 선정 최우수 골키퍼 : 1989, 1990, 1991
- UEFA 올해의 골키퍼 : 1990

 이탈리아
- UEFA 유로 1988 4강
- 1990년 FIFA 월드컵 3위

### 감독
스테아우아 부쿠레슈티
- 2004-05 리가 I 우승

 츠르베나 즈베즈다
- 2005-06 세르비아 몬테네그로 1부 리그 우승
- 2005-06 세르비아 몬테네그로 컵 우승